# 張韜 (1987年)
张韬（1987年6月27日—），男，四川资阳人，中国主持人，毕业于四川电影电视学院和中国传媒大学，中央广播电视总台主持人。

## 主持节目
- 《新闻直播间》
- 《中国新闻》
- 《2021年中央广播电视总台春节联欢晚会》
- 《2024年中央广播电视总台春节联欢晚会》
- 《2022年中央广播电视总台中秋晚会》
- 《2023年中央广播电视总台中秋晚会》